# Iamblichos (Romanautor)
Iamblichos (altgriechisch Ἰάμβλιχος; * nach 100 in Syrien) war ein griechischer Romanautor des 2. Jahrhunderts.
Iamblichos wurde in Syrien geboren und von einem babylonischen Sklaven erzogen. Neben seiner Muttersprache Aramäisch erlernte er das Griechische so gut, dass er es zum Rhetor brachte. Er lebte während der Regierung des Königs Sohaemus in Armenien.
Einzig überliefert sind Teile der Babyloniaka (Βαβυλωνιακά ‚Babylonische Geschichten‘), eines nach 165 verfassten umfangreichen Romans in 35 (oder 39) Büchern, darunter drei Novellen um das Liebespaar Sinonis und Rhodanes. Von den Erzählmotiven des antiken Romans wird reichlich Gebrauch gemacht: Flucht vor einem Tyrannen, Verwechslungen, Scheintod etc. Eingewobene Bezüge auf Geheimlehren (Chaldäer) und Kulte (Aphrodite bzw. Ištar) scheinen keine authentischen Informationen zu enthalten.

## Ausgaben
- Iamblichi Babyloniacorum reliquiae. Hrsg. von Elmar Habrich. Teubner, Leipzig 1960.